# Pěstounství
Pěstounství neboli pěstounská péče je jednou z forem náhradní rodinné péče v České republice. Právně ji upravuje občanský zákoník (§958-970) a zákon o sociálně-právní ochraně dětí. Do pěstounské péče jsou svěřovány děti, o které nemohou osobně pečovat rodiče nebo poručník. Tyto děti zároveň nejsou právně volné, tzn. mají alespoň jednoho rodiče, který nedal souhlas s osvojením dítěte, jeví o dítě alespoň nějaký zájem a soud ho nezbavil rodičovských práv.
O svěření dítěte do pěstounské péče rozhoduje soud. Pěstounem může být fyzická osoba nebo v určitých případech manželský pár, který je k této péči o dítě vhodný, poskytuje záruku řádné výchovy dítěte a má bydliště na území České republiky. Při hledání vhodného pěstouna pro dítě se upřednostňují příbuzné a blízké osoby dítěte. 

## Charakteristika pěstounské péče
Pěstounská péče je zvláštní formou státem řízené a kontrolované náhradní rodinné výchovy, zabezpečované z jeho strany hmotnou podporou. Většinou se jedná o děti, jejichž rodiče se o ně z nějakého důvodu nemohou nebo nechtějí postarat nebo o děti s rizikovou anamnézou, nejistou prognózou, děti s různými postiženími, psychicky deprivované, s poruchami psychického vývoje a děti starší. Pěstounská péče umožňuje život v rodině těm, kteří by se z různých důvodů nedostali do adopce a hrozilo by jejich setrvání v ústavní péči. Pěstounská péče vzniká rozhodnutím soudu a končí nejpozději zletilostí nebo nabytím svéprávnosti dítěte. Za dítě jsou stále rodičovsky odpovědní rodiče, pokud soud neurčí jinak. Soud svěřuje pěstounům dítě na dobu, po kterou trvá překážka bránící rodičům v osobní péči o dítě. Oproti adopci nevzniká příbuzenský vztah. Pěstoun rozhoduje za dítě pouze v běžných záležitostech. V záležitostech nikoli běžných musí pěstoun žádat o souhlas zákonného zástupce dítěte nebo soud. Pěstoun nemá k dítěti vyživovací povinnost. Pěstounství se chápe jako dočasná péče o svěřené dítě. Z toho vyplývá, že souběžně s pěstounskou péčí by měla probíhat i sanace původní rodiny, aby byla schopna se o dítě opět postarat. V praxi je však těchto ideálních případů poměrně málo.

## Historie české právní úpravy
Pěstounství se původně nazývalo schovanství a bylo od roku 1812 upraveno v § 186 obecného zákoníku občanského. Rodiče mohli své dítě kdykoli svěřit do péče pěstouna, pokud však mělo dojít k omezení práv takového schovance, museli s pěstounem uzavřít smlouvu, kterou musel navíc schválit soud.
V období první československé republiky se z důvodu nedostatečnosti veřejné péče angažovaly v sociální péči o děti hlavně občanské či církevní spolky. Důležitým zákonem upravujícím péči o nevlastní děti byl Zákon č. 256/1921 Sb., o ochraně dětí v cizí péči a dětí nemanželských. Zákon stanovil, že dozor nad touto péčí bude mít okresní soud, popř. „pověřená osoba.“ Pěstounem se mohl stát ten, kdo měl stejnou národnost a stejné náboženské vyznání jako svěřené dítě (Vládní nařízení č. 29/1930 Sb., o vykonávání ochrany dětí v cizí péči a dětí nemanželských). Pěstouni museli být mravně bezúhonní, měli mít stálé příjmy a bydliště a být zdravotně i psychicky uzpůsobeni k výchově dítěte. Vládní nařízení také určilo dozor nad vykonáváním povinností pěstounů a v odůvodněném případě i možnost odebrání dítěte z náhradní rodiny se schválením soudu.
Po roce 1950 pěstounství z československého právního řádu zmizelo, tento právní institut nebyl obsažen ani v zákoně č. 265/1949 Sb., o právu rodinném, ani v zákoně č. 94/1963 Sb., o rodině, v původním znění. Stát preferoval kolektivní výchovu, děti stávajících pěstounů byly umístěny do ústavních zařízení. Negativní dopady institucionální péče na vývoj dítěte popsali r. 1963 Zdeněk Matějček a Josef Langmajer v knize Psychická deprivace v dětství. V roce 1968 vznikla jako reakce na tento výzkum první SOS vesnička v Doubí u Karlových Varů. Ta poskytovala skupinovou pěstounskou péči jako alternativu k péči ústavní. Důležitým mezníkem ve vývoji pěstounské péče v České republice je vydání zákona č. 50/1973 Sb., o pěstounské péči. Charakter pěstounské péče nastíněný v tomto zákoně přetrvává dosud. Do pěstounské péče dle tohoto zákona mohlo být umístěno dítě, jehož rodiče o něj nemohou dlouhodobě pečovat. Rozhodnutí o pěstounské péči vydával soud. Tento zákon byl později nahrazen zákonem č. 359/1999 Sb., o sociálně-právní ochraně dětí. Základní úpravu pak obsahoval zákon o rodině v § 45a–45d.
Po roce 1989 přestal být dohled nad pěstounskou péčí pouze doménou státu. Vznikly organizace, které působí v oblasti náhradní rodinné péče dodnes (např. Fond ohrožených dětí (1990), Středisko náhradní rodinné péče (1994), Sdružení pěstounských rodin (1995). V roce 1990 ratifikovalo Československo Úmluvu o právech dítěte. V roce 1998 Novela zákona o rodině (zveřejněna ve Sbírce zákonů 91/1998 Sb.) nařídila v případě svěření dítěte do náhradní rodinné péče ověření možnosti předání dítěte příbuzným před nařízením ústavní výchovy. V roce 1999 byl přijat zákon o sociálně-právní ochraně dětí (zákon 359/1999 Sb., o sociálně právní ochraně dětí). Právně ošetřil celý proces zprostředkování pěstounské péče a upravil nabídku služeb pro náhradní rodiny. Tento zákon poprvé připustil možnost krátkodobé pěstounské péče. Přesto byla v praxi i nadále v případech krátkodobého umístění dítěte mimo rodinu využívána institucionální péče. Novelou zákona o sociálně-právní ochraně dětí v roce 2006 byla zavedena pěstounská péče na přechodnou dobu. Novela zákona o sociálně-právní ochraně dětí s účinností od 1.1. 2013 ukládá orgánům sociálně-právní ochrany povinnost snažit se vyhledat náhradní rodinnou péči pro každé opuštěné dítě. Od roku 2014 je pěstounství primárně upraveno v § 958–970 občanského zákoníku.

## Formy pěstounské péče
Od roku 2006, kdy byl uzákoněn nový institut pěstounské péče, existují dvě formy pěstounské péče.
Pěstounská péče dlouhodobá (PPD)
Péče je koncipována jako stabilní a dlouhodobé opatření. Oficiálně končí dosažením zletilosti dítěte, ale ve funkčních pěstounských rodinách mají přijaté děti pozici velmi podobnou vlastním dětem a zůstávají často tak dlouho, až dostudují nebo získají práci a osamostatní se. Je možné dětem propůjčit (pouze se souhlasem biologických rodičů) příjmení pěstounů. Úkolem pěstouna je výchova, rozvoj a láskyplné vedení dítěte v přirozeném rodinném prostředí, ale za možné účasti biologických rodičů. Pěstoun by neměl bránit kontaktům s rodiči či dalšími příbuznými, jeho povinností je navíc i podpora a rozvíjení těchto rodinných vazeb.
Pěstounská péče na přechodnou dobu (PPPD)
V naší legislativě se objevil institut pěstounské péče na přechodnou dobu v roce 2006, do roku 2013 nebyl z finančních důvodů příliš využíván. Právně je pěstounská péče na přechodnou dobu vymezena §27a zákona o sociálně-právní ochraně dětí. Tento institut bývá někdy označován pojmem „profesionální pěstounská péče“, oběma pojmy je míněn tentýž model pěstounské péče. „Jde o rodinnou individuální formu péče, státem podporovanou, která by měla být nezletilým dětem poskytována po nezbytně nutnou, relativně krátkou dobu v domácnostech pěstounů nebo i v zařízeních pro výkon pěstounské péče.“ Jedná se tedy o dočasnou péči o děti (maximálně 1 rok), u kterých je vysoká pravděpodobnost rychlého trvalého řešení – buď jiné formy náhradní rodinné péče nebo návratu do původní rodiny. Pěstounská rodina je od začátku připravována na brzký odchod dítěte. V přechodné pěstounské péči mohou být umístěny i děti, které náhle nemohou zůstat ve své rodině, ale jejich situace neodpovídá osvojení nebo dlouhodobé pěstounské péči. O svěření dítěte do pěstounské péče na přechodnou dobu rozhoduje soud. Pěstouni musí být vedeni ve zvláštní evidenci pěstounů na přechodnou dobu. Institut přechodné pěstounské péče lze využít rovněž v případě osvojení, a to na dobu, po kterou může dát rodič souhlas k osvojení, nebo ve které může rodič odvolat souhlas k osvojení dítěte, nebo do nabytí právní moci rozhodnutí soudu o tom, že k osvojení není třeba souhlasu rodiče. Z toho je patrné, že role této formy pěstounské péče je spíše „krizová,“ tedy při potřebě poskytnout okamžitou pomoc dítěti. Tato raná pěstounská péče předchází vážným poruchám attachmentu (poruchy citové vazby) a je lepší alternativou k umístění dítěte do ústavní péče, pokud dítě nemůže být umístěno rovnou do stabilního prostředí biologické či náhradní rodiny.
Ve vztahu k dítěti mají přechodní pěstouni stejná práva a povinnosti jako ostatní pěstouni. Jedná se však o zcela specifickou komplexní službu. Pěstouni jsou připravováni na spolupráci s dalšími profesionály i s rodinou dítěte. Na „přechodné“ pěstouny jsou kladeny velké nároky ohledně připravenosti přijmout dítě, a především způsobu předávání dítěte do další péče. Pěstouni musí být psychicky vyrovnaní, zralí a mít životní zkušenosti, aby zvládli předat dítě, ke kterému přilnuli, do péče dalším osobám. Jako své poslání v životě dítěte vnímají potřebu pomoci v současné situaci dítěte a předat jej dále do fungující rodiny. Poskytují dítěti citové zázemí a vztahovost, což jsou neocenitelné vklady do budoucího života dítěte. Díky těmto prvním vazbám získává dítě důvěru v svět a v ostatní lidi i v sebe.  
Podle vztahu pěstounů k přijatému dítěti a pro posouzení, jaké dávky pěstounské péče pěstounovi náleží, rozlišujeme po novele zákona o sociálně právní ochraně dětí (s účinností od 1.1.2022) pěstounskou péči na zprostředkovanou a nezprostředkovanou (§ 47a odst. 1). Zda jde o zprostředkovanou či nezprostředkovanou pěstounskou péči se posuzuje vždy vůči každému dítěti samostatně. U jednoho pěstouna s více dětmi může nastat kombinace obou forem pěstounské péče.
Zprostředkovaná pěstounská péče
Zájemce o pěstounskou péči absolvoval odborné posouzení a přípravy k přijetí dítěte do rodiny, byl zařazen do evidence žadatelů o pěstounskou péči a následně vybrán jako vhodný pěstoun pro konkrétní dítě. Zprostředkovaným pěstounem se stal po doručení oznámení o vhodnosti stát se pěstounem konkrétního dítěte podle §24 odst 2a a odst.3 zákona o sociálně-právní ochraně dětí. Zprostředkovaným pěstounem je také pěstoun zařazený v evidenci osob, které mohou vykonávat pěstounskou péči na přechodnou dobu a je mu svěřeno dítě do přechodné pěstounské péče.
Nezprostředkovaná pěstounská péče
Nezprostředkovaní pěstounská péče nesplňuje podmínky pěstounské péče zprostředkované. Dítě je v osobní péči osoby příbuzné nebo blízké, nebo se jedná o dítě, které si pěstoun sám vybral a požádal o jeho svěření do pěstounské péče. Krajský úřad v tomto případě nepřidělil pěstounovi konkrétní dítě a nevydal oznámení o vhodnosti pěstouna k tomuto dítěti.

## Práva a povinnosti pěstounů

### Doprovázení
Pěstounům v jejich nelehkém poslání nabízí stát pomoc vymezenou v „Dohodě o výkonu pěstounské péče.“ Dohodu má pěstoun povinnost uzavřít do 30 dnů od rozhodnutí soudu o svěření dítěte do péče, a to buď s obecním úřadem, krajským úřadem, nebo s pověřenou doprovázející organizací. S rodinou spolupracuje klíčový pracovník organizace, doprovází celou rodinu na její cestě pěstounstvím a poskytuje jí podporu v jejích potřebách. Dohoda zaručuje pěstounům služby a odbornou péči předkládanou lidským a vstřícným přístupem budovaným na vzájemné důvěře. Tato dohoda stanovuje práva a povinnosti pěstouna.

### Práva
Práva jsou zákonem stanovené formy pomoci jako doprovázení, odborné poradenství, podpůrné a odlehčovací služby apod.
Mezi práva pěstounů patří:
- pečovat o svěřené dítě, rozhodovat o běžných záležitostech a v těchto záležitostech dítě zastupovat a spravovat jeho jmění,
- právo na pomoc se zajištěním osobní péče o dítě za situace, kdy je pěstoun nemocný či musí vyřizovat nezbytně nutné osobní záležitosti,
- na pomoc při péči o svěřené dítě, tzv. odlehčovací péči, a to v rozsahu minimálně 14 kalendářních dnů v roce, jedná-li se o dítě ve věku 2 a více let,
- na zprostředkování psychologické, terapeutické nebo jiné odborné pomoci v rozsahu minimálně 1× za půl roku,
- na bezplatné vzdělávání, které obnáší možnost znalostního a dovednostního růstu v oblasti výchovy a péče o dítě,
- právo na podporu při udržování vztahu dítěte s jeho biologickou rodinou.

### Povinnosti
Povinnosti pěstouna lze chápat rovněž jako podpůrné kroky v uskutečňování služby pěstounství.
Mezi povinnosti pěstounů patří:
- osobně o dítě pečovat,
- uzavřít Dohodu o výkonu pěstounské péče,
- informovat rodiče dítěte o jeho podstatných záležitostech,
- udržovat, rozvíjet a prohlubovat sounáležitost dítěte s jeho rodiči, dalšími příbuznými a osobami dítěti blízkými (pokud je to možné, záleží na individuálním plánu ochrany dítěte),
- umožnit styk rodičům s dítětem v pěstounské péči, pokud soud neurčí jinak,
- povinnost zvyšovat své znalosti a dovednosti v oblasti výchovy a péče o dítě a dalších tématech, které rozšiřují jejich znalosti a jsou pro ně prospěšná, a to v rozsahu 24 hodin za 12 měsíců,
- umožnit sledování naplňování dohody a udržovat kontakt s klíčovým pracovníkem. Klíčový pracovník je v osobním kontaktu s rodinou dle potřeby, nejméně však jednou za dva měsíce.

## Práva a povinnosti biologických rodičů

### Práva
- Rodičům zůstávají práva vyplývající z rodičovské odpovědnosti s výjimkou práv, které stanoví soud pěstounovi.[2]
- Rodiče mají právo se s dítětem pravidelně stýkat a znát informace, které se dítěte týkají.[3]
- Rodiče mají právo požadovat dítě zpět do své osobní péče. Soud návrhu vyhoví, pokud je to v souladu se zájmy dítěte.

### Povinnosti
- Rodičům zůstávají povinnosti vyplývající z rodičovské odpovědnosti.[2]
- Rodičům zůstává vyživovací povinnost rodičů vůči dítěti.[4]

## Dávky pěstounské péče
V České republice jsou dávky pěstounské péče od 1. ledna 2013 upraveny zákonem č. 359/1999 Sb., o sociálně-právní ochraně dětí, jehož novela, platná od 1. 1. 2022 stanovuje dávky následovně:

### Příspěvek na úhradu potřeb dítěte
Nárok na příspěvek na úhradu potřeb dítěte má nezletilé nezaopatřené dítě svěřené do pěstounské péče, tak do přechodné pěstounské péče. Pokud je dítě nezletilé, příspěvek se poskytuje samozřejmě k rukám pěstouna. Nárok je zachován i po dosažení zletilosti dítěte (tj. 18. rok věku), nejdéle však do 26. roku, jde-li o nezaopatřené dítě podle zákona upravujícího státní sociální podporu, které trvale žije s osobou, která byla do dosažení jeho zletilosti pěstounem. Co se týká příspěvku pro dítě v PPPD, dítě tento typ dávky pobírá samozřejmě do doby, než opustí přechodnou rodinu. Dítě může být svěřeno i do pěstounské péče svých příbuzných. Když se pěstouny dítěte stanou jeho prarodiče, tak je pak odměna pro pěstouna přiznána jen v případech hodných zvláštního zřetele, zejména s ohledem na sociální a majetkové poměry a s přihlédnutím ke zdravotnímu stavu dítěte. Odměna pěstouna náleží prarodičům dítěte vždy, pokud pečuje alespoň o 3 děti nebo alespoň o 1 dítě ve II., III. nebo IV. stupni závislosti.
Výše příspěvku za 1 kalendářní měsíc:
- 6 290 Kč pro dítě ve věku do 6 let,
- 7 750 Kč pro dítě ve věku od 6 do 12 let,
- 8 870 Kč pro dítě ve věku od 12 do 18 let,
- 9 220 Kč pro dítě ve věku od 18 do 26 let.

Jde-li o dítě, které je podle zákona o sociálních službách osobou závislou na pomoci jiné fyzické osoby, činí dávka: 
| Dítě ve věku | Dítě ve stupni závislosti I (lehká závislost) Kč | Dítě ve stupni závislosti II (středně těžká závislost) Kč | Dítě ve stupni závislosti III (těžká závislost) Kč | Dítě ve stupni závislosti IV (úplná závislost) Kč |
| ------------ | ------------------------------------------------ | --------------------------------------------------------- | -------------------------------------------------- | ------------------------------------------------- |
| do 6 let     | 6 500                                            | 7 750                                                     | 8 240                                              | 8 940                                             |
| 6-12 let     | 7 895                                            | 9 500                                                     | 10 130                                             | 10 970                                            |
| 12-18 let    | 9 010                                            | 10 900                                                    | 11 595                                             | 12 155                                            |
| 18-26 let    | 9 430                                            | 11 315                                                    | 12 015                                             | 12 575                                            |

### Zaopatřovací příspěvek jednorázový
Zaopatřovací příspěvek jednorázový je dávkou, která po novele zákona č 359/1999 Sb., o sociálně právní ochraně dětí, účinné od 1.1. 2022 náleží mladým dospělým, kteří odcházejí z ústavních zařízení, pěstounské nebo poručnické péče. Zaopatřovací příspěvek nahradil původní Příspěvek při ukončení pěstounské péče a činí 28 750 Kč. 

### Odměna pěstouna
Výše odměny pěstouna je proměnlivá, je násobkem výše minimální mzdy. 
Liší se pro zprostředkované dlouhodobé pěstouny a pěstouny na přechodnou dobu.
Nezprostředkovaní pěstouni pobírají příspěvek při pěstounské péči, který se liší u prarodičů se subsidiární vyživovací povinností.
Odměna pěstouna na přechodnou dobu ( profesionálního pěstouna) je považována za mzdu či plat a je z ní odváděno sociální a zdravotní pojištění.
Odměna je přiznána takto:
1. dítě  - 31 140 Kč (MM × 1,8)
1. dítě v I. stupni závislosti - 34 600 Kč (MM × 2,0)
1. dítě ve II. až IV. stupni závislosti - 38 060 Kč (MM × 2,2)
Každé další dítě - 5190 Kč (+0,3krát)
Každé další dítě ve II. až IV. stupni závislosti - 8650 Kč (+0,5krát)

### Příspěvek při převzetí dítěte do péče
Nárok na tento jednorázový příspěvek má dlouhodobý pěstoun (tj. osoba pečující), nikoliv pěstoun na přechodnou dobu (tj. osoba v evidenci). Výše příspěvku se odvíjí od toho, kolik let bylo konkrétnímu dítěti při svěření do péče.
Výše příspěvku, jde-li o dítě ve věku:
- do 6 let činí 8 000 Kč,
- od 6 do 12 let, 9 000 Kč,
- od 12 do 18 let, 10 000 Kč.

### Příspěvek na zakoupení osobního motorového vozidla
Tuto dávku lze využít jedině v rámci institutu PP, nikoliv PPPD. Na příspěvek má nárok osoba pečující, která má v PP nejméně 3 děti nebo má nárok na odměnu pěstouna z důvodu péče o 3 děti, včetně zletilých nezaopatřených dětí, jež zakládají osobě pečující nárok na odměnu pěstouna. Výše příspěvku činí buď 70 % pořizovací ceny vozidla, nebo prokázaných výdajů na úhradu oprav vozidla, nejvýše však do částky 100 000 Kč. Součet těchto příspěvků poskytnutých osobě pečující v období posledních 10 kalendářních let před dnem podání žádosti nesmí přesáhnout 200 000 Kč.

## Předpoklady pro pěstounství
Pěstouny se mohou stát jednotlivci, partnerské páry nebo manželé. Žadatelé o pěstounskou péči jsou většinou lidé, kteří již mají vlastní děti a jsou vedeni altruistickými motivy dát životní šanci dalšímu dítěti. Žadatel o pěstounství by měl být zralou, zkušenou osobností, měl by být integrován ve společnosti a být schopen utvářet vztah s přijatým dítětem. Předpokladem pro pěstounství je schopnost vydržet zátěž, trpělivost, empatie. Pěstoun by měl umět vytvořit bezpečné prostředí pro dítě, porozumět tomu, co dítě zažívá, co stojí za jeho chováním, měl by umět diskutovat s odborníky a zároveň poskytovat dítěti rodinu, bezpečné místo, kde se cítí dítě přijímáno a milováno. Rodičovská identita je na rozdíl od adopce založena na dočasnosti, charakteristika pěstouna vylučuje stylizaci do vlastních rodičů dětí. Pěstoun by měl umět dítě přijmout a nebýt vázán očekáváními. To se lépe daří pěstounům, kteří mají své rodičovské ambice již zvládnuté a dokážou brát svěřené dítě takové, jaké je. Důležitá je v pěstounských rodinách i role vlastních dětí pěstounů. Je třeba s nimi před přijetím dítěte mluvit, připravovat je na změnu, ptát se na jejich názory. Zároveň ale není rozhodující stupeň vzdělání, důležitější je empatie a psychická odolnost pěstouna.

## Jak se stát pěstounem
První kroky na cestě za pěstounstvím povedou žadatele na příslušný obecní úřad s rozšířenou působností podle místa trvalého bydliště, oddělení OSPOD – odbor sociálně právní ochrany dětí. Sociální pracovnice s žadateli pohovoří o jejich motivaci a představách a zodpoví jejich dotazy. Žadatelé zde vyplní Žádost o zařazení do evidence žadatelů vhodných stát se pěstouny/pěstouny na přechodnou dobu. Dále doloží doklad o státním občanství nebo povolení k trvalému pobytu v ČR, opis z evidence Rejstříku trestů, zprávu ošetřujícího lékaře o zdravotním stavu žadatele a údaje o ekonomických a sociálních poměrech. Spolu se svým stanoviskem předá sociální pracovnice OSPOD celou žádost krajskému úřadu. O zařazení do evidence osob vhodných stát se pěstouny/pěstouny na přechodnou dobu rozhoduje krajský úřad. Žadatelé absolvují odborné přípravy k zařazení do evidence zprostředkování pěstounské péče v rozsahu nejméně 48 hodin/ 72 hodin u přechodné pěstounské péče. 